# Triosence
Triosence est un groupe de jazz allemand fondé en 1999. Composé de Bernhard Schüler (piano), Matthias Akeo Nowak (contrebasse) et Stephan Emig (batterie).

## Histoire
Le groupe se fait connaître en remportant des concours musicaux allemands comme le prix pour la culture (Kulturförderpreis) de la ville de Cassel, le premier prix de la compétition fédérale allemande Jugend jazzt (de).
En 2001 il remporte le premier prix du concours national allemand de musique « Jugend Jazzt » à Erfurt, leur permettant de signer un contrat avec la radio allemande Deutschlandfunk, pour l' enregistrement de leur premier CD « First Enchantment » en 2002 à Cologne sur le label indépendant Mons Records. Cet enregistrement marque le début de la carrière professionnelle du groupe
Depuis ses débuts le groupe s'est principalement produit en Allemagne, parfois au Liechtenstein Il reste peu présent sur la scène internationale bien qu'ayant joué en dehors de l'Europe à plusieurs occasions : Liban lors du festival Al Bustan de Beit Mery en 2011 .
En 2014 à Taïwan à l'occasion du centième anniversaire de la fondation de la république de Chine.
En 2016 au Brésil, à São Paulo (au jazz café JazzB).
Il s'est produit en France pour la première fois au festival de jazz d'Oloron-Sainte-Marie
 en juillet 2016.
C'est aujourd'hui l'un des groupes de jazz les plus actifs et reconnus de la scène musicale allemande.
Le nom du groupe provient de la contraction de « trio » et « essence » et fait référence à « l'essence du trio », l'égalité et l'équilibre entre la basse, la batterie, et le piano. Le concept a changé au cours des ans et à présent se concentre sur la mélodie et la chanson. Bernhard Schüler définit la musique de son trio comme « songjazz ».

## Membres permanents

### Bernhard Schüler
Bernhard Schüler est né le 19 septembre 1979 à Cassel, en Allemagne. Il commence sa formation musicale à l'âge de sept ans, par le piano. Il étudia également la clarinette et le sax plus tard. À 15 ans, il compose ses propres arrangements et compositions.
En 1995 il forme son premier groupe « Basar » avec Alex Vishnjak, Michael Kehraus, Rainer Höniges. Il en est le leader, et compositeur ; le groupe connait déjà du succès.
Il remporte les manches régionales et nationale du “Jugend jazzt” ("Les jeunes du jazz") en 1996 et 1999.
En 1999 et 2001 il remporte à nouveau ces compétitions avec son deuxième et actuel groupe Triosence.
De 1996 à 2000 il est membre du “Landesjugendjazzorchester Hessen” (Orchestre de Jazz des jeunes de Hessen)
À la deuxième édition du “Jugend jazzt” il est récompensé par un prix spécial (“Deutscher Musikrat”) pour son jeu au piano.
En 2000, il reçoit le premier prix de ce même concours, dans la catégorie piano solo.
De 1999 à 2006 il étudie le piano au conservatoire de musique de Cologne avec Hubert Nuss, Hans Luedemann et John Taylor.
Au printemps 2004 il obtient son diplôme puis en 2006 un master ( "Konzertexamen" (de) plus haut diplôme décerné en éducation musicale en Allemagne).
Ces dernières années ses chansons ont remporté de nombreux concours internationaux.
Ainsi aux États-Unis Il a remporté le concours de chansons de noël "The next Holiday Classic.
Depuis l'automne 2012, Bernhard Schüler vît à Brême en Allemagne.

### Stephane Emig
Né le 7 janvier 1976 à Cassel, il commence à jouer de la batterie à 13 ans.
Il étudie à l'académie de musique de Los Angeles. Depuis 1998 il est batteur professionnel.
Il mêle à la configuration traditionnelle de ses batteries différentes percussions pour en faire un style de jeu personnel.
En plus de Triosence, il joue également avec Christoph Busse (de)  ainsi que d'autres groupes et musiciens tels que Hamid Baroudi, Gregor Meyle (de), Christina Lux, Ritmo Del Mundo, Jazzkantine, Marquess (de), Patches Stewart et bien d'autres...
Il enseigne également la musique à l'Université d'Osnabrück .
Il vit à Hanovre.

### Matthias Akeo Nowak (sur les 7 premiers albums)
Né le 19 mai 1976 à Berlin, il étudie la musique orchestrale et le jazz au conservatoire de musique de Mannheim et au Queens Colleg] de New York. Il joue de la contrebasse et de la guitare basse (avec Triosence, uniquement de la contrebasse.)
Très jeune il participe à de nombreux concerts en dehors d'Allemagne avec le German Philharmonics et l' Austrian Philarmonics.
Il découvre une passion pour le jazz alors qu'il est bassiste pour le projet jazz-hip-hop "Next Generation" de Gunter Hampel.
Il a participé à des master class avec Charlie Haden,
Drew Gress (en), Eric Harland.
En 2008 il reçoit une bourse d'études par le Deutscher Akademischer Austauschdienst, ce qui lui permet de prolonger ses études d'un an aux États-Unis.
En plus de Triosence il joue avec d'autres groupes comme Paragnon, ainsi que son propre trio Koi Trio, et en sideman avec Daniel Damen, Eva Mayerhofer, Angelika Niescier (de).
De plus il participe à divers projets théâtraux, des productions de cinéma et d'orchestre avec Gunter Hampel, Johannes Repka, Seal...
Il a également participé à des festivals internationaux dans plus de vingt pays comme le festival indien Jazz Ustav de New Delhi, l' EuroJazz Festival de Mexico, au Tremplin Jazz d'Avignon.
Matthias Akeo Nowak vît actuellement à Cologne, où il participe activement à la scène jazz locale.
En 2017 il quitte le groupe et est remplacé par Omar Rodriguez Calvo.

### Omar Rodriguez Calvo
Contrebassiste cubain, il étudie la musique classique en 1984 à Matanzas, puis de 1988 à 1994 la guitare basse électrique et acoustique à La Havane, la musique classique et le jazz.
Il joue également aux côtés de Sthephan Emig dans le trio de Christoph Busse, ainsi qu'avec Ramón Valle (de), ou encore le Tingval Trio,.
Depuis 1994, il habite Hambourg, en Allemagne.

## Membres occasionnels
Ingo Senst est né le 12 décembre 1964 à Brunswick. Il joue en alternance avec Mathias Akeo Nowak. Il joue sur tout le quatrième album Where Time Stands Still.
Entre 1987 et 1992 il étudie la contrebasse au conservatoire de Hilversum aux Pays-Bas. Il joue également de la guitare basse.
Son jeu fluide et clair, aussi bien en jazz moderne, en funk, en pop et swing en font un des sideman les plus recherché sur la scène jazz allemande.
Il est membre du big band allemand "Glen Miller Orchestra"
 hommage à Glen Miller, de Wil Salden (de)et du groupe et du groupe de funk-hip-hop allemand RtR dont le dernier album a été nommé pour le Edison Award.
Il a enregistré avec le Hessischer Rundfunk Bigband (Big Band de la radio de Francfort) ainsi qu'avec le chanteur allemand Sascha Schmitz (de) sur le single Lucky day.
En sideman il participe de par le monde aux tournées d'artistes tels que Tom Gäbel (de), Benny Bailey,
Jeff Cascaro, Onita Boone, Dusko Goykovich, Stephan Bauer, Norma Winstone, Paul Heller, Ack van Rooyen, Tony Lakatos, Thomas Alkier, Ramesh Shotham, Andy Haderer, Philip Catherine, Silvia Droste, et le Modern String Quartet (de).
Il joue également avec The Groenewald Newnet avec qui il sort deux CD en 2002 et 2006.
Ingo Senst vit à Dortmund, depuis 1995. Avec Triosence il joue de la contrebasse.
Pascal Niggenkemper (sur l'album Away for a While) est un contrebassiste franco-allemand, qui vit actuellement à Brooklyn.

## Influences musicales
Les morceaux de Triosence sont tous originaux.
On peut situer les influences de Triosence chez Bill Evans, Keith Jarrett, Ahmad Jamal, Peter Erskine, Jack DeJohnette, Zakir Hussain, Hubert Nuss, John Taylor.

## Discographie
- 2002 : First Enchantment (Mons Records)
- 2005 : Away for Awhile (Mons Records) CD et vinyle
- 2008 : When You Come Home (Sony BMG)
- 2010 : Where Time Stands Still (Sony BMG)
- 2010 : When Christmas Comes Around (single) (Sony BMG)
- 2013 : Turning Points (Sony BMG)
- 2014 : One Summer Night (live) (Mons Records) CD et vinyle
- 2017 : Hidden Beauty (Sony BMG) CD et vinyle (double)
- 2019 : Scorpio Rising (Sony Music, OKeh Records)
- 2022 : Giulia (Sony Music)